# Поррини, Серджо
Серджо Поррини (итал. Sergio Porrini; род. 8 ноября 1968, Милан) — итальянский футболист и футбольный тренер. Известен по выступлениям за клубы «Аталанта», «Рейнджерс», «Ювентус», а также сборную Италии.

## Клубная карьера
Поррини — воспитанник клуба «Милан» из своего родного города. Из-за высокой конкуренции он не сыграл ни одного матча за основу, выступая за молодёжный состав. В 1989 году Серджо перешёл в «Аталанту». За четыре сезона он сыграл более 100 матчей и получил вызов в сборную Италии.
В 1993 году Поррини перешёл в «Ювентус» за 11 миллиардов лир. Несмотря на то, что конкурентом за место в основе был Чиро Феррара, Серджо за четыре сезона принял участие в более чем 100 поединках. В составе Старой синьоры Поррини дважды выиграл Серию А, стал обладателем Кубка и Суперкубка Италии, а также выиграл Лигу чемпионов, Межконтинентальный кубок и Суперкубок УЕФА.
В 1997 году Серджо перешёл в шотландский «Рейнджерс». Сумма трансфера составила 8 млрд лир. В Глазго он быстро стал одним из лидеров команды и смог дважды выиграть шотландскую Премьер лигу и Кубок Шотландии. В 2001 году Поррини вернулся на родину и выступал за команды низших дивизионов «Александрию», «Падову» и «Пиццигеттоне». В 2009 году он завершил карьеру футболиста и стал тренером.

## Международная карьера
24 марта 1993 года в отборочном матче чемпионата мира 1994 против сборной Мальты Поррини дебютировал за сборную Италии.

## Достижения
Командные
«Ювентус»
- Чемпионат Италии по футболу — 1994/95, 1996/97
- Обладатель Кубка Италии — 1994/95
- Обладатель Суперкубка Италии — 1995, 1997
- Обладатель Суперкубка УЕФА — 1996
- Обладатель Межконтинентального кубка — 1996
- Обладатель Кубка чемпионов УЕФА — 1995/1996

«Рейнджерс»
- Чемпионат Шотландии по футболу — 1998/99, 1999/2000
- Обладатель Кубка Шотландии — 1997/98, 1999/2000
- Обладатель Кубка шотландской лиги — 1998/99